# Anii jezik
Anii jezik (baseca, basila, bassila, gisida, ouinji-ouinji, winji-winji; ISO 639-3: blo), nigersko-kongoanski jezik na granici Benina i Togoa, oko 45 900 govornika u obje zemlje, od toga 33 600 u Beninu (1992 popis). 
Jedan je od dva jezika podskupine basila-adele, drugi je adele [ade]. Govori se više dijalekata: gikolodjya, gilempla, giseda, akpe, balanka, gisème i ananjubi (anandjoobi).

## Vanjske poveznice
- Ethnologue (14th)
- Ethnologue (15th)